# أوستين تشيك
أوستين تشيك (بالإنجليزية: Austin Chick)‏ هو كاتب سيناريو ومنتج أفلام ومخرج أمريكي، ولد في 29 يوليو 1971 في نيوهامبشير في الولايات المتحدة.

## وصلات خارجية
- أوستين تشيك على موقع IMDb (الإنجليزية)
- أوستين تشيك على موقع ألو سيني (الفرنسية)
- أوستين تشيك على موقع أول موفي (الإنجليزية)
- أوستين تشيك على موقع قاعدة بيانات الأفلام السويدية (السويدية)
- أوستين تشيك على موقع قاعدة بيانات الفيلم (الإنجليزية)
- أوستين تشيك على موقع كينوبويسك (الروسية)